# Parafia św. Michała w Woomera
Parafia św. Michała w Woomera – parafia rzymskokatolicka, należąca do diecezji Port Pirie.
Administratorem parafii jest ks. John Folkman, który wykonuje swoje obowiązki w imieniu parafii w Roxby Downs.